# 라이브 닷컴
라이브 닷컴(Live.com)은 2005년 11월 초에 마이크로소프트가 시작한 사용자 맞춤식의 포털 사이트이다. 마이크로소프트가 시작한 첫 윈도우 라이브 서비스들 가운데 하나였다. 모든 온라인 라이브 서비스는 라이브 닷컴의 서브도메인에 위치해 있다.

## 기능
라이브 닷컴은 사용자가 한눈에 소식을 볼 수 있게 RSS 피드를 추가해 준다. 마이크로소프트의 start.com 테스트 페이지에서 출발한 라이브 닷컴은 사용자 맞춤식의 가젯과 조그마한 응용 프로그램을 사용할 수 있다. 이러한 가젯이나 프로그램들은 편지 읽기, 날씨 확인, 슬라이드 쇼, 찾기, 오락과 같이 거의 모든 일을 수행할 수 있다. 어떠한 가젯들은 핫메일, 라이브 검색, 즐겨찾기와 같은 다른 윈도 라이브 서비스를 통합하고 있다.
사용자들은 여러 개의 사이트 탭을 만들고 저마다 다른 피드, 가젯, 레이아웃, 색을 정의할 수 있으며, 이러한 기능을 제공하는 마이크로소프트사는 iGoogle, 페이지플레익스와 경쟁하고 있다.
사용자가 라이브 닷컴을 방문한 다음 개인화 홈페이지를 만들지 않았을 경우나 "검색만"을 클릭한 경우, 개인화 홈페이지 레이아웃을 사용하지 않고 찾기 상자가 사용된다. "나만의 홈페이지"를 클릭하면 자신만의 페이지를 만들 수 있는 창으로 전환한다.

## 같이 보기
- 윈도우 사이드바 (데스크톱 가젯)
- 윈도 사이드쇼 (장치 가젯)
- 라이브 닷컴 모바일
- 웹 포털